# José Auqui Cosme
José Auqui Cosme es un educador y político peruano. Fue alcalde del distrito de Chilca, que forma parte del área metropolitana de la ciudad de Huancayo, entre 2015 y 2018.
Nació en Huancayo, Perú, el 15 de febrero de 1963, hijo de César Auqui Flores y Hermenia Cosme Flores. Cursó sus estudios primarios en el distrito de Chinchihuasi, provincia de Churcampa, departamento de Huancavelica y los secundarios en la Institución Educativa Túpac Amaru de la ciudad de Huancayo. Entre 1985 y 1990 cursó estudios superiores de educación en la Universidad Nacional del Centro del Perú de esa ciudad.
Su primera participación política se dio en las elecciones municipales de 1998 cuando fue elegido como regidor del distrito de El Tambo por el movimiento Frente Vecinal Independiente . En las elecciones regionales del 2002 se presentó como candidato a la vicepresidencia regional de Junín por el partido Perú Posible junto a la candidata a presidenta regional Enith Montrevil García sin obtener la elección. En las elecciones municipales de 2006 tentó la reelección como regidor distrital de El Tambo sin éxito y en las elecciones municipales de 2010 tentó por primera ve la alcaldía del distrito de Chilca. Fue elegido como alcalde de ese distrito en las elecciones municipales del 2014 por el movimiento "Junín Sostenible con su Gente".